# Château de Chambord
Château de Chambord (francoska izgovorjava: [ʃɑto d(ə) ʃɑ̃bɔʁ]) v Chambordu, Centre-Val de Loire, Francija, je eden najbolj prepoznavnih dvorcev na svetu zaradi svoje zelo značilne francoske renesančne arhitekture, ki združuje tradicionalno francoske srednjeveške oblike s klasičnimi renesančnimi strukturami. Stavbo, ki ni bila nikoli dokončana, je zgradil francoski kralj Franc I..
Chambord je največji dvorec v dolini Loare; zgrajen je bil, da bi služil kot lovska koča za Franca I., ki je vzdrževal svoje kraljeve rezidence v Château de Blois in Amboise. Prvotno zasnovo Château de Chambord pripisujejo italijanskemu arhitektu Domenicu da Cortoni; Leonardo da Vinci je morda tudi sodeloval ali vplival na oblikovanje.
Chambord je bil precej spremenjen v osemindvajsetih letih gradnje (1519–1547), med katerimi ga je na kraju samem nadzoroval Pierre Neveu. Ko se je dvorec bližal dokončanju, je Franc I. pokazal svoj ogromen simbol bogastva in moči tako, da je v Chambordu gostil svojega starega glavnega rivala, cesarja Karla V.
Leta 1792, po francoski revoluciji, so nekaj pohištva prodali in odstranili les. Nekaj časa je bila stavba zapuščena, čeprav so jo v 19. stoletju poskušali obnoviti. Med drugo svetovno vojno so bila v Château de Chambord preseljena umetniška dela iz zbirk Louvra in Château de Compiègne. Dvorec je zdaj odprt za javnost. Poplave junija 2016 so poškodovale zemljišče, ne pa tudi samega dvorca.

## Arhitektura
Gradovi so se v 16. stoletju oddaljili od grajske arhitekture. Dejansko niso imeli resne obrambe, čeprav so bili deli gradov z značilnostmi, ki so običajno povezane z njimi. Obsežni vrtovi in vodni objekti, kot je jarek, so bili pogosti med dvorci iz tega obdobja. Chambord ni izjema. Tloris spominja na tipičen grad z utrdbo (donžon), vogalnimi stolpi in obrambnim jarkom. Notranja razporeditev, zgrajena v renesančnem slogu, je zgodnji primer francoskega in italijanskega sloga združevanja sob v samostojne apartmaje, kar je odmik od srednjeveškega sloga sob na hodniku. Masivni dvorec je sestavljen iz osrednjega stolpa s štirimi ogromnimi bastijonskimi stolpi na vogalih. Trdnjava je tudi del sprednjega zidu večjega kompleksa z dvema večjima stolpoma. Osnove za morebitna nadaljnja dva stolpa najdemo na zadnji strani, vendar ju nikoli niso razvili in ostajata enake višine kot zid. Dvorec ima 440 sob, 282 kaminov in 84 stopnišč. Štirje pravokotni obokani hodniki v vsakem nadstropju tvorijo obliko križa.
Dvorec nikoli ni bil namenjen zagotavljanju kakršne koli oblike obrambe pred sovražniki; zato so obzidje, stolpi in delni jarek okrasni in celo v tistem času anahronizem. Nekateri elementi arhitekture - odprta okna, lože in velika zunanja površina na vrhu - izposojeni iz italijanske renesančne arhitekture - so manj praktični v hladni in vlažni severni Franciji.
Strešna podoba Chamborda je v nasprotju z maso njegovih zidov in jo pogosto primerjajo z obzorjem mesta: prikazuje enajst vrst stolpov in tri vrste dimnikov, brez simetrije, ki jih na vogalih uokvirjajo masivni stolpi. Oblikovne vzporednice so severnoitalijanske in leonardovske. Pisatelj Henry James je pripomnil, da so »stolpi, kupole, zatrepi, svetlobnice, dimniki videti bolj kot vrhovi mesta kot pa izstopajoče točke ene same zgradbe.« 
Eden od arhitekturnih vrhuncev je spektakularno odprto dvojno spiralno stopnišče, ki je osrednji del dvorca. Dve spirali se vzpenjata preko treh nadstropij, ne da bi se sploh srečali, od zgoraj pa ju osvetljuje nekakšna svetilna hiša na najvišji točki dvorca. Obstajajo domneve, da je Leonardo da Vinci morda oblikoval stopnišče, vendar to ni bilo potrjeno. Pisatelj John Evelyn je o stopnišču dejal: »Zasnovano je s štirimi vhodi ali vzponi, ki se križajo, tako da čeprav se štiri osebe srečajo, nikoli ne pridejo na vidik, temveč skozi majhne vrzeli, dokler ne pristanejo. 274 stopnic (kolikor se spomnim) in je izjemno delo, vendar veliko večji strošek kot uporaba ali lepota.« 
Dvorec ima tudi 128 metrov dolgo fasado, več kot 800 izklesanih stebrov in bogato okrašeno streho. Ko je Franc I. naročil gradnjo Chamborda, je želel, da izgleda kot obzorje Konstantinopla.
Dvorec je obdan z 52,5 kvadratnih kilometrov gozdnatim parkom in rezervatom za divjad, kjer živijo navadni jeleni, obdaja pa ga 31-kilometrsko obzidje. Kraljev načrt, da preusmeri Loaro, da bi obkrožila dvorec, je nastal le v romanu; Amadis iz Galije, ki ga je Franc I. prevedel. V romanu se dvorec imenuje Palas Firm Isle.
Chambordovi stolpi so netipični za sodobno francosko zasnovo, saj nimajo stolpičev in zvonikov. Po mnenju avtorja Tanake, ki meni, da je Leonardo da Vinci vplival na zasnovo dvorca, so po zasnovi bližje minaretom iz Milana iz 15. stoletja.

## Zgodovina

### Kraljeva last
Kdo je zasnoval Château de Chambord, je predmet polemike. Prvotno zasnovo pripisujejo, čeprav z nekaj dvomi, Domenicu da Cortoni, čigar leseni model za zasnovo je preživel dovolj dolgo, da ga je narisal André Félibien v 17. stoletju. Na risbah makete je glavno stopnišče stolpa prikazano z dvema ravnima, vzporednima stopnicama, ločenima s prehodom in je v enem od krakov križa. Po besedah Jean-Guillauma je bil ta italijanski dizajn pozneje nadomeščen s sredinsko nameščenim spiralnim stopniščem, ki je podoben tistemu v Bloisu in dizajnom, ki je bolj združljiv s francosko naklonjenostjo spektakularnim velikim stopniščem. Toda »hkrati je bil rezultat tudi zmagoslavje centralizirane postavitve - sama povsem italijanskega elementa.«] Leta 1913 je Marcel Reymond predlagal, da bi bil Leonardo da Vinci, Francov gost v Clos Lucé blizu Amboisa, odgovoren za izvirno zasnovo, ki odraža Leonardove načrte za dvorec v Romorantinu za kraljevo mamo ter njegova zanimanja za centralno načrtovanje in dvojna spiralna stopnišča; razprava še ni zaključena, čeprav se mnogi učenjaki zdaj strinjajo, da je bil Leonardo odgovoren vsaj za zasnovo osrednjega stopnišča..
Arheološke ugotovitve Jean-Sylvaina Caillouja in Dominica Hofbauerja so pokazale, da pomanjkanje simetrije nekaterih fasad izhaja iz prvotne zasnove, ki je bila opuščena kmalu po začetku gradnje in katere tloris je bil organiziran okoli osrednjega stopnišča po osrednji krožni simetriji. Takšni rotacijski zasnovi v tem zgodovinskem obdobju ni para v arhitekturi in spominja na dela Leonarda da Vincija o hidravličnih turbinah ali helikopterju. Če bi ga spoštovali, se domneva, da bi ta edinstvena stavba lahko vsebovala odprto početverjeno spiralno stopnišče, ki sta ga nenavadno opisala John Evelyn in Andrea Palladio, čeprav ni bilo nikoli zgrajeno.
Ne glede na to, kdo je zasnoval dvorec, je 6. septembra 1519 Francis de Pontbriand dobil ukaz, naj začne z gradnjo dvorca Chateau de Chambord. Delo je prekinila italijanska vojna 1521–1526, delo pa so upočasnila zmanjševanje kraljevih sredstev  in težave pri postavljanju temeljev stavbe. Do leta 1524 je bilo obzidje komaj nad tlemi. Gradnja se je nadaljevala septembra 1526, ko je bilo pri gradnji dvorca zaposlenih 1800 delavcev. V času smrti kralja Franca I. leta 1547 je delo stalo 444.070 livres.
Dvorec je bil zgrajen kot lovska koča za kralja Franca I. vendar je kralj tam skupaj preživel komaj sedem tednov, ta čas pa je bil sestavljen iz kratkih lovskih obiskov. Ker je bil dvorec zgrajen za krajše bivanje, dolgoročno bivanje v njem ni bilo praktično. Ogromne sobe, odprta okna in visoki stropi so pomenili, da ogrevanje ni bilo praktično. Podobno, ker grad ni bil obdan z vasjo ali posestvom, ni bilo neposrednega vira hrane razen divjačine. To je pomenilo, da je bilo treba vso hrano prinesti s skupino, ki je običajno štela do 2000 ljudi naenkrat.
Zaradi vsega navedenega je bil dvorec v tem obdobju popolnoma neopremljen. Vse pohištvo, stenske obloge, pripomočki za prehranjevanje in tako naprej so bili pripeljani posebej za vsak lovski izlet, kar je bila velika logistična vaja. Zaradi tega razloga je bilo veliko pohištva iz tega obdobja zgrajeno tako, da ga je bilo mogoče razstaviti, da se olajša transport. Potem ko je leta 1547 Franc umrl zaradi srčnega infarkta, dvorca niso uporabljali skoraj stoletje.
Francoski kralji so več kot 80 let po smrti kralja Franca I. dvorec pustili, da je propadal. Končno ga je leta 1639 kralj Ludvik XIII. podaril svojemu bratu Gastonu d'Orléansu, ki je dvorec rešil pred propadom z izvedbo številnih obnovitvenih del.
Kralj Ludvik XIV. je dal obnoviti veliko utrdbo in opremiti kraljeve apartmaje. Kralj je nato dodal hlev s 1200 konji, kar mu je omogočilo, da je grad uporabljal kot lovsko kočo in kraj za zabavo nekaj tednov vsako leto, na primer, Molière je tukaj predstavil premiero svoje slavne komedije Le Bourgeois Gentilhomme. Kljub temu je Ludvik XIV. leta 1685 zapustil dvorec.
Od leta 1725 do 1733 je v Chambordu živel Stanislav Leščinski (Stanislav I.), odstavljeni poljski kralj in tast kralja Ludvika XV. Leta 1745 je kralj kot nagrado za hrabrost podaril dvorec Mauriceu de Saxu, francoskemu maršalu, ki je tam namestil svoj vojaški polk. Maurice de Saxe je umrl leta 1750 in ogromen grad je bil več let prazen.

### Francoska revolucija in sodobna zgodovina
Leta 1792 je revolucionarna vlada odredila prodajo pohištva; stenske opaže so odstranili in celo tla so vzeli in prodali za vrednost njihovega lesa, in po M. de la Saussaye  so bila opažena vrata zažgana, da so bile sobe tople med prodajo; prazen dvorec je ostal zapuščen, dokler ga Napoleon Bonaparte ni dal svojemu podrejenemu Louisu Alexandru Berthierju. Dvorec je kasneje kupil od njegove vdove za mladega vojvodo Bordeauxa, Henrija Charlesa Dieudonnéja (1820–1883), ki je prevzel naziv Comte de Chambord. Kratek poskus obnovitve in zasedbe je naredil njegov dedek kralj Karel X. (1824–1830), vendar sta bila leta 1830 oba izgnana. Henry Wadsworth Longfellow je v knjigi Outre-Mer: Romanje onstran morja, objavljeni v 1830-ih, o propadanju, ki je nastopilo: »vse je žalostno in zapuščeno. stene so polomljene in umazane.« Med francosko-prusko vojno (1870–1871) je bil grad uporabljen kot poljska bolnišnica.
Končni poskus uporabe kolosa je prišel od grofja de Chamborda, a potem ko je grof umrl leta 1883, je bil dvorec prepuščen dedičem njegove sestre, naslovnim vojvodam Parmskim, ki so takrat prebivali v Avstriji. Najprej prepuščeno Robertu, parmskemu vojvodi, ki je umrl leta 1907, za njim pa Eliasu, parmskemu princu. Vsi poskusi obnove so se končali z začetkom prve svetovne vojne leta 1914. Château de Chambord je bil leta 1915 zaplenjen kot sovražnikova last, vendar je družina parmskega vojvode vložila tožbo, da bi ga povrnila. Tožba je bila poravnana šele leta 1932; obnovitvena dela so se začela šele nekaj let po koncu druge svetovne vojne leta 1945. Château in okoliška območja, približno 5440 hektarjev, pripadajo francoski državi od leta 1930.
Leta 1939, malo pred izbruhom druge svetovne vojne, so bile umetniške zbirke muzejev Louvre in Compiègne (vključno s slikama Mona Lisa in Miloška Venera) shranjene v Château de Chambord. Ameriški bombnik B-24 Liberator je 22. junija 1944 strmoglavil na zelenico dvorca. Podoba dvorca se pogosto uporablja za prodajo blaga od čokolade do alkohola in od porcelana do budilk; v kombinaciji z različnimi pisnimi zapisi obiskovalcev je Chambord postal eden najbolj znanih primerov francoske arhitekturne zgodovine. Danes je Chambord velika turistična atrakcija.
Po nenavadno močnem deževju je bil Chambord od 1. do 6. junija 2016 zaprt za javnost. Reka Cosson, pritok Loare, je poplavila bregove in jarek v dvorcu. Fotografije z droni so dokumentirale eno največjih poplav.[28] Francoska fundacija Patrimony je opisala posledice poplav na 13.000 hektarjev velikem posestvu Chamborda. 20 milj dolg zid okoli dvorca je bil na več točkah prebit, kovinska vrata so bila iztrgana iz okvirja, ceste so bile poškodovane. Prav tako so bila podrta drevesa in izklopljeni nekateri električni in protipožarni sistemi. Vendar naj bi bil sam dvorec in njegove zbirke nepoškodovani. Ustanova je opazila, da je paradoksalno naravna katastrofa vplivala na vizijo Franca I., da se zdi, da se Chambord dviga iz vode, kot da preusmerja Loaro. Popravila naj bi stala več kot četrt milijona dolarjev.

## Vpliv
Château de Chambord je dodatno vplival na številne arhitekturne in okrasne elemente po Evropi. Bil je model za rekonstrukcijo in novogradnjo prvotnega gradu Schwerin med letoma 1845 in 1857.
Toda v drugi polovici 19. stoletja je videti, da se slog dvorca širi po Združenem kraljestvu in vpliva na stavbo ustanovitelja Royal Holloway, Univerze v Londonu, ki jo je zasnoval William Henry Crossland, in glavno stavbo kolidža Fettes v Edinburghu, ki jo je oblikoval David Bryce leta 1870. Med letoma 1874 in 1889 je bila podeželska hiša v Buckinghamshiru, Waddesdon Manor, zgrajena s podobnimi arhitekturnimi okviri kot Château de Chambord, ki jih je razširil arhitekt Gabriel-Hippolyte Destailleur. Dvojna stopniščna stolpa na severni fasadi sta bila na primer posnemanja  stopnišča v stolpu v Châteauju. Vendar pa so bila po temi neprimerljivega razkošja v Waddesdonu okna stolpov v Waddesdonu zastekljena, za razliko od tistih na stopnišču v Chambordu, in so bila veliko bolj okrašena.